# Йорданіс Деспан
Йорданіс Деспан Еррера (ісп. Yordanis Despaigne Herrera нар. 12 лютого 1980, Ель Кані, муніципалітет Сантьяго-де-Куба) — кубинський професійний боксер, призер чемпіонатів світу та Панамериканських ігор серед любителів.

## Аматорська кар'єра
2001 року на чемпіонаті світу Деспан виграв бронзову медаль. В чвертьфіналі здолав Кенні Ігана (Ірландія) — 28-8, а в півфіналі програв Уткірбеку Хайдарову (Узбекистан) — 28-29.
2003 року на чемпіонаті світу в чвертьфіналі взяв реванш у Уткірбека Хайдарова — 33-13, але в півфіналі програв Геннадію Головкіну (Казахстан) — 26-29 і знов отримав бронзову нагороду. Того ж року на Панамериканських іграх став другим, програвши в фіналі домініканцю Хуану Убалдо — 12-23.

### Виступ на Олімпіаді 2004
- В першому раунді переміг Жана Паскаля (Канада) — 36-24
- В другому раунді переміг Карой Балжаї (Угорщина) — 38-25
- В чвертьфіналі програв Андре Дірреллу (США) — 11-12

2005 року у складі збірної Куби взяв участь в командному Кубку Світу, на якому отримав срібну нагороду. Під час турніру провів чотири бої:
- переміг Сурія Прасатхінпхімай (Таїланд) — 28-11
- переміг Рональда Гаврила (Румунія)
- програв Геннадію Головкіну — 37-40
- програв Матвєю Коробову (Росія) — 39-53

## Професіональна кар'єра
Навесні 2009 року Деспан разом з Гільєрмо Рігондо та Юделем Джонсоном залишив Кубу, перебрався до США і 22 травня 2009 року дебютував на профірингу.
За період з 2009 по 2011 роки провів 11 боїв, 9 з яких були переможними.